# Ruth Jacott
Ruth Jacott (Paramaribo, 2 de septiembre de 1960) es una cantante holandesa, originaria de Surinam. 

## Biografía
Ruth Jacott nació en Surinam, a los nueve años emigró con su familia a los Países Bajos. A los 17 años tomó parte en un concurso de talentos, tras el que recibió ofertas de trabajo. Abandonó el conservatorio de Hilversum y comenzó su carrera con The Vips y bandas como The Skymasters, la VARA-Dans Orkest y la Metropole Orkest.

## Inicios profesionales
En 1988, Jacott ganó el Festival Kneistival que se celebra en Knokke-Heist, Bélgica. Tras su éxito recibió ofertas para trabajar en el teatro musical. Interpretó papeles en producciones, tanto en lengua neerlandesa como en alemán, tales como Cats y A night at the Cotton Club, haciendo giras por los Países Bajos, Bélgica, Alemania y Suiza. En 1989 Jacott recibió el Zilveren Harp (Arpa de Plata). Un año después con Hans Vermeulen el tema "Tegyo Makandra", en conmemoración de un accidente aéreo en Paramaribo, capital de Surinam. El dúo también se lanzó en 1992 con motivos del accidente del Vuelo 1862 de El Al que ocurrió en Bijlmermeer, y se convirtió en un éxito.  

## Festival de Eurovisión
En 1993 se le pidió que representase a los Países Bajos en el Festival de la Canción de Eurovisión 1993, por lo que el 25 de marzo de ese año interpretó en una preselección que se hizo en Ámsterdam seis canciones de las que fue elegida "Vrede" (Paz). El Festival tuvo lugar en 15 de mayo en Millstreet, Irlanda. La canción obtuvo 92 puntos y la sexta plaza de un total de 25 participantes.

## Carrera posterior
Tras su paso por Eurovisión lanzó su primer álbum Ruth Jacott. Junto a Paul de Leeuw cantó a dúo "Blijf bij mij" (Quédate conmigo) que fue un éxito. En 1994 su segundo álbum "Hou me vast" (Abrázame), fue doble platino en el mercado holandés. Además colaboró con Gerard Joling, René Froger y Oscar Harris. Con el sencillo benéfico Buseruka, escrito junto a oyentes de la radio holandesa 3FM, recaudó fondos para UNICEF y proyectos de Oxfam en Ruanda.
Su tercer álbum "Geheimen" (Secretos) apareció en 1995 y fue disco de oro. Actuó en los principales teatros holandeses. Con toda esta actividad tuvo que hacer un parón para no agotar la voz. En febrero de 1997 fue galardonada con el "Arpa de Oro". Dos meses después lanzó su álbum Hartslag (Latido), que fue un éxito y comenzó una nueva gira. El recopilatorio Altijd Dichtbij (Siempre cerca de ti) fue lanzado en 1998 y contenía una selección de cinco años de éxitos. En 1999 interpretó el tema de la película holandesa Kruimeltje. En 2000 fue operada de las cuerdas vocales. Tras lo cual volvió a los escenarios. Su álbum Vals verlangen (Falso anhelo) fue disco de oro.
En la temporada teatral 2005-2006 volvió a los escenarios con su espectáculo A Touch of Latin en el que cantaba en neerlandés y en español. En 2008 Jacott interpretó el papel principal en un musical sobre Billie Holiday del mismo título. Su actuación fue alabada por crítica y público, y recibió el premio holandés la "Mejor interpretación femenina en un musical pequeño". 

### Televisión
En 2010 Jacott hizo un papel en la serie musical 't Spaanse Schaep (La oveja española) como Jopie Vrijman.

## Discografía

### Álbumes
- Ruth Jacott, 1993
- Hou me vast, 1994
- Geheimen, 1995
- Hartslag, 1997
- Altijd dichtbij: De hitcollectie, 1998
- Vals verlangen, 1999
- Live in Carré, 2000
- Tastbaar, 2002
- Het beste van Ruth Jacott, 2004
- Passie, 2009
- A tribute to Billie Holiday, 2010